# 山達基教的洞穴

「洞穴」（The Hole）是新興宗教山達基教一座拘留用的建築的名稱（也稱為SP Hall、SP Hole、A to E Room或CMO Int 拖車），位於山達基教會在美國加州的黃金基地院落裏面並由其所運營。數十名教會高層主管已在建築內被拘禁了數月甚至數年。它由黃金基地內的一排拖車組成，這些拖車連接在一起組成了一套辦公室，以前由教會的國際管理團隊所使用。根據山達基前信徒和媒體報道，山達基教會領袖大衛·密斯凱維奇從2004年開始先後共將數十名教會高級管理人員送入「洞穴」。 《坦帕灣時報》在2013年1月的一篇文章中描述其為：
這是一個充滿束縛和羞辱的地方，山達基教苛刻的管理文化在此變得尤爲極端。在裡面，山達基教高層人物殘暴地對彼此謾罵，甚至用手和拳頭攻擊對方。他們互相恐嚇，讓對方跪下爬行，站在垃圾桶裡，懺悔自己並沒有做過的事。他們的生活條件十分惡劣，在本設計為辦公室的狹小空間裏吃飯和睡覺。
據報道，被關在「洞穴」裡的高管中有多達100名山達基教的最高層管理人物，其中包括國際山達基教會主席Heber Jentzsch。一些人設法逃離洞穴和山達基教之後，向媒體、法院和联邦调查局講述了自己遭受的嚴酷經歷，由此這些經歷得到了廣泛報導。山達基教會否認了這些說法。它說“這個洞不存在，也從來沒有存在過”，並指出沒有人被違背自己意願地關押。然而，它承認「作為宗教活動的一部分，（其成員受到）宗教紀律、道德和矯正計劃的約束」。